# 工藤昌祐
工藤 昌祐（くどう まさすけ）は、戦国時代の武将。甲斐武田氏の家臣。武田四名臣の1人・内藤昌豊（昌秀）の実兄。
武田信虎の重臣・工藤虎豊の長男として生まれる。父・虎豊が信虎の勘気に触れて誅殺されると、連座を恐れて弟と共に武田家から出奔して流浪した。信虎が武田晴信（武田信玄）によって追放されると、弟と共に甲斐に召還されて家臣として再び仕えた。
弟の昌豊ほど重用されてはいなかったようであるが、天正2年（1574年）8月に弟の代理として上野箕輪城番を務めている。長篠の戦いで弟が戦死した後も生存が確認され、天正9年（1581年）には弟の後継者である内藤昌月と連署する形での竜朱印状が確認されている。なお、娘は朝比奈昌親の室となっている。
天正10年（1582年）の甲州征伐後、昌祐と同一人物とも、別人説もある工藤喜盛が徳川家康配下となり、徳川四奉行の一人を務めた。

## 家族
- 父：工藤虎豊
  - 本人：工藤昌祐
    - 子：工藤源左衛門祐久（1550年 - 1600年）
      - 孫：工藤藤九郎（1570年 - 1600年）

  - 弟：工藤祐長（内藤昌豊）